# Reithrodontomys burti
Reithrodontomys burti é uma espécie de roedor da família Cricetidae.
Apenas pode ser encontrada no México.